# Végétal (récit)
Pour les articles homonymes, voir Végétal (homonymie).
Végétal est un court récit inachevé d'Antoine Percheron, paru en 2001.
Le récit a été adapté plusieurs fois au théâtre.

## Contexte
Souffrant d'un oligodendrogliome, sorte de tumeur cérébrale, Antoine Percheron meurt le 21 novembre 2000 à l'âge de 25 ans.
Après sa mort, une vingtaine de fragments de textes sont retrouvés dans ses effets personnels par ses parents. Regroupés dans Végétal, ils forment un récit dans lequel l'auteur s'imagine devenir un arbre au fur et à mesure de l'avancement de sa pathologie.
Jacques Drillon a consacré un livre à l'histoire de son beau-fils, de leurs relations et de sa maladie : « mon beau-fils Antoine n'avait que cinq ans lorsque je l'ai connu : je n'ai pas eu un regard pour lui. Il est mort vingt courtes années plus tard ; le temps pour moi d'apprendre à lui dire bonjour. »

## Éditions

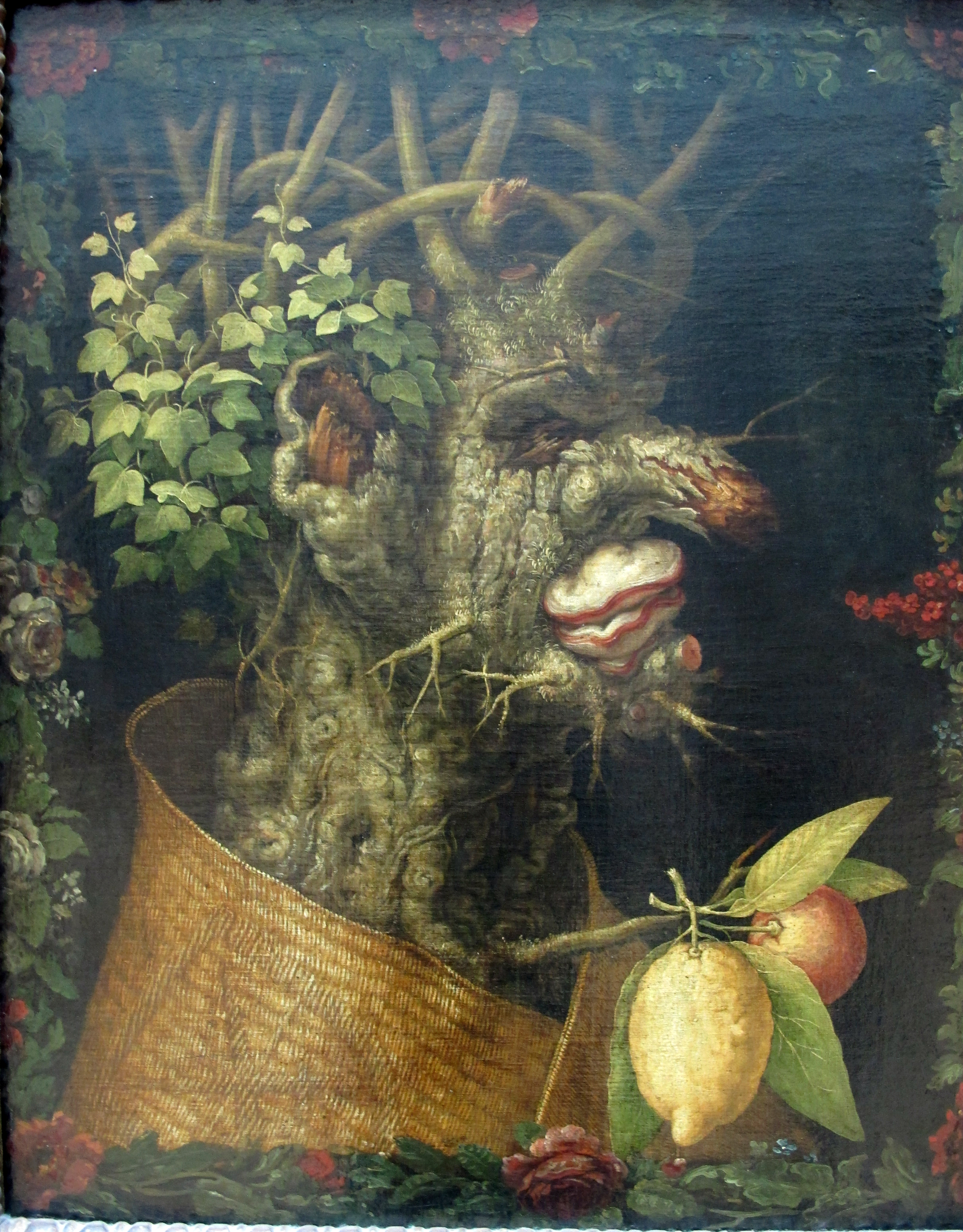
Hiver, de Giuseppe Arcimboldo (1563). Couverture de Végétal.

- Antoine Percheron, Végétal, Bordeaux, L'Escampette éditions, 9 octobre 2001, 38 p. (ISBN 2-914387-09-1)
- Antoine Percheron, Végétal, Paris, Les Belles Lettres, 19 août 2022, 38 p.  (ISBN 978-2-2514-5350-7)

## Réception critique
- « Un livre inachevé, troué de blancs, et pourtant d'une densité incroyable » (Clara Dupont-Monod, Marianne du 22 octobre 2001).
- « Imparfait, mais d'une insigne beauté » (Laurent Dandrieu, Valeurs actuelles du 28 septembre 2001).
- « Devant ces quelques pages comme venues de nulle part, on voudrait faire silence », « Texte court, net, puissant, irréfutable » (Patrick Kéchichian, Le Monde du 28 septembre 2001).
- « Humour cruel, lucidité noire, hargne contre les regards compatissants ou horrifiés, rage, tendresse infinie pour la vie... » (Catherine Portevin, Télérama du 15 septembre 2001).
- « Peu de livres possèdent cette particularité étrange d'être uniques, posthumes, entremêlant la littérature et la mort, le corps et l'âme, dans une danse macabre » (Frédéric Beigbeder, Voici du 3 septembre 2001).
- « Un talent d'autant plus pur qu'il est sans espoir. Hubert Haddad demandait quels sont les livres qui méritent l'arbre de leur papier. Sans hésiter, je réponds : Végétal » (Jérôme Garcin, Le Nouvel Observateur du 20 septembre 2001).

## Adaptations

### Théâtre
- Végétal, mise en scène de François Poujardieu, Office artistique de la région Nouvelle-Aquitaine (Bordeaux), janvier 2014[1]
- Végétal, lecture-performance de Guillaume Lecamus, théâtre du Menteur (Vert-le-Petit), mars 2017[5]
- Végétal, mise en scène de Guillaume Parra, théâtre de la Reine blanche (Paris), janvier 2019[6]